# Nehalennia irene
Nehalennia irene är en trollsländeart som först beskrevs av Hagen 1861.  Nehalennia irene ingår i släktet Nehalennia och familjen dammflicksländor. Inga underarter finns listade i Catalogue of Life.

## Bildgalleri

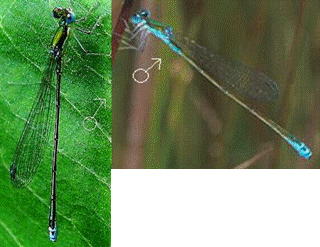